# إيلا إيتون كيلوغ
إيلا إيتون كيلوغ (بالإنجليزية: Ella Eaton Kellogg)‏ هي ناشطة حق المرأة بالتصويت ‏ وكاتِبة وأخصائية تغذية أمريكية، ولدت في 7 أبريل 1853 في قرية ألفرد في الولايات المتحدة، وتوفيت في 14 يونيو 1920.